# Zalabský chrbát
Zalabský chrbát je částí Podunajské pahorkatiny, podcelku Ipeľská pahorkatina. 
Probíhá severojižním směrem v délce kolem 13 km od Vyšehradské brány na jihu po Santovskou pahorkatinu na severu. Na východě navazuje na Ipeľskou nivu, na západě na Hronskou nivu. Nejvyšším bodem území je vrch Kamence (286,8 m n. m.) v jižní části. 
Nachází se zde přírodní rezervace Sovie vinohrady, vyhlášena v roce 1993 na ploše 4,86 ha. Představuje enklávu teplomilné vegetace s nejbohatším výskytem Katránu tatarského na Slovensku. Rostou zde také další chráněné druhy rostlin.
Svahy na okraji Zalabského chrbátu jsou porostlé vinicemi. Po obvodu leží tyto obce: Pavlová, Sikenička, Zalaba (podle ní pojmenovaná geomorfologická část) a Pastovce.